# Los Bólidos
Los Bólidos fue un grupo musical formado en 1979 y desaparecido en 1982. Fue fundado en Madrid, España, por Isabel San Gabino (guitarra) y lo integraron Antonio Siegfried (guitarra), Javier Gutiérrez (bajo), Carmen Madirolas (voz), Carlos Durante (batería) y Merche Valentín (coros).
Inicialmente se llamaron Los Rebeldes de Madrid. Formaron parte de la llamada Nueva Ola Madrileña, que luego pasaría a denominarse la Movida.
Los Bólidos grabaron sus temas en estudio y en directo, editando un disco en 1983 en el sello Tic Tac que contenía, entre otros, el tema "Ráfagas", que ha sido versionado por varios artistas.